# Willa Secesyjna w Olsztynie
Willa Secesyjna zwana również Willą u Naujacka, Kamienicą Naujacka lub Pałacykiem Naujacka – wybudowana na początku XX wieku, położona na terenie Śródmieścia, przy ulicy Kruka 3 (niem. Kaiserstrasse) w Olsztynie. 19 stycznia 1989 wpisana do Rejestru Zabytków.
Budowę obiektu datuje się na rok 1907. Budynek jest bogato zdobiony zarówno wewnątrz, jak i na zewnątrz. W 1996 roku z inicjatywy miejskiego konserwatora zabytków przeprowadzono gruntowną renowację części wyposażenia. Obecnie obiekt jest siedzibą Miejskiego Ośrodka Kultury w Olsztynie.